# Răzvan Dorin Şelariu
Răzvan Dorin Şelariu, (Reşiţa, 2 de novembro de 1983) é um ginasta que compete em provas de ginástica artística pela Romênia.
Şelariu é o detentor de uma medalha olímpica, de bronze, conquistada na edição de Atenas em 2004. Na ocasião, sua equipe subiu ao pódio na terceira colocação após ser superada pelos times japonês e norte-americano, ouro e prata respectivamente.